# كابانكالان
كابانكالان هي مدينة في الفلبين، تقع في نيغروس أوتشيدنتال، بلغ عدد سكانها 181,977  نسمة وذلك حسب إحصائيات سنة 2015، تبلغ مساحتها 697.35 كيلومتر مربع، رمزها البريدي هو 6111.

## الموقع
تشترك في الحدود مع:
- Ilog, Negros Occidental [الإنجليزية]‏.